# Strażnicy Galaktyki (film)
Strażnicy Galaktyki (oryg. Guardians of the Galaxy) – amerykański fantastycznonaukowy film akcji z 2014 roku na podstawie serii komiksów o grupie superbohaterów o tej samej nazwie wydawnictwa Marvel Comics. Za reżyserię odpowiadał James Gunn na podstawie scenariusza, który napisał wspólnie z Nicole Perlman. W głównych rolach wystąpili: Chris Pratt, Zoe Saldaña, Dave Bautista, Vin Diesel, Bradley Cooper, Lee Pace, Michael Rooker, Karen Gillan, Djimon Hounsou, John C. Reilly, Glenn Close i Benicio del Toro. Strażnicy Galaktyki są częścią Marvel Cinematic Universe.
Główny bohater, Peter Quill, w wyniku kradzieży artefaktu staje się celem Ronana. W sytuacji zagrożenia Quill sprzymierza się z czwórką outsiderów: zabójczynią Gamorą, drzewokształtnym Grootem, szopem Rocketem i żądnym zemsty Draxem. Od całej piątki zależą od tego momentu losy całej galaktyki.
Strażnicy Galaktyki wchodzą w skład II Fazy Filmowego Uniwersum Marvela. Jest to dziesiąty film należący do tej franczyzy i tworzy jej pierwszy rozdział, zatytułowany Saga Nieskończoności. Jego kontynuacja, Strażnicy Galaktyki vol. 2 miała premierę w 2017 roku. W 2022 roku zadebiutowały na Disney+ seria krótkometrażówek Ja jestem Groot i film krótkometrażowy Strażnicy Galaktyki: Coraz bliżej święta. Trzecia część, Strażnicy Galaktyki vol. 3, pojawiła się w 2023 roku.
Światowa premiera odbyła się 21 lipca 2014 roku w Los Angeles. W Polsce film zadebiutował 1 sierpnia tego samego roku. Przy budżecie ponad 230 milionów dolarów Strażnicy Galaktyki zarobili ponad 770 milionów dolarów i otrzymali pozytywne oceny od krytyków.

## Streszczenie
W 1988 roku, po śmierci matki, młody Peter Quill zostaje porwany przez Łowców, grupę kosmicznych piratów dowodzonych przez Yondu Udontę. Dwadzieścia sześć lat później Quill kradnie Glob na planecie Morag. Zostaje tam zaatakowany przez Koratha, podwładnego władcy Kree, Ronana. Peterowi udaje się uciec z Globem, jednak Yondu znając jego tożsamość ustanawia nagrodę za jego pojmanie, a Ronan wysyła zabójczynię Gamorę po Glob.
Kiedy Quill próbuje sprzedać Glob na Xandarze, Gamora kradnie mu go. Do bójki o Glob przyłączają się Rocket, genetycznie zmodyfikowany szop i jego towarzysz Groot, humanoidalne drzewo. Następnie na miejsce przybywa Nova Corp, aresztuje całą czwórkę i osadza w więzieniu na Kyln. Tam więzień Drax, który stracił swoją rodzinę z rąk Ronana, próbuje zabić Gamorę. Quill jednakże przekonuje Draxa, że może ona się przydać żywa i doprowadzić go do Ronana. Gamora ujawnia, że zdradziła Ronana, ponieważ chce on użyć Globu do podbicia i zniszczenia planet.
Ronan spotyka się z przybranym ojcem Gamory, Thanosem, i rozmawia z nim o jej zdradzie. Gamora, Quill, Rocket, Groot i Drax współpracując razem uciekają z więzienia przy pomocy statku Quilla do Knowhere. Drax upija się i wzywa Ronana, a reszta grupy w tym czasie udaje się na spotkanie z Kolekcjonerem, Taneleerem Tivanem. Tivan otwiera Glob i okazuje się, że zawiera on jeden z Kamieni Nieskończoności. Dręczona przez niego jego pomocniczka, Carina, zabiera Kamień, co wywołuje eksplozję, w której ginie.
Ronan przybywa i z łatwością pokonuje Draxa, a reszta ucieka statkiem ścigana przez poddanych Ronana i siostrę Gamory, Nebulę. Nebula niszczy statek, w którym znajduje się Gamora pozostawiając ją w przestrzeni kosmicznej, a Ronan zdobywa Glob. Quill ratuje Gamorę, a w tym czasie przybywa Yondu i zabiera parę na swój statek. Rocket, Drax i Groot chcą zaatakować statek Yondu, by uratować towarzyszy, ale Quill proponuje Yondu rozejm przekonując go, że mogą odzyskać Glob. Grupa Quilla jest zgodna, że stawienie czoła Ronanowi oznacza pewną śmierć, ale użycie przez niego Kamienia oznacza zagładę dla wielu planet. Ronan przybywa na swój statek i osadza Kamień w swoim młocie, zawłaszczając jego moc. Kontaktuje się z Thanosem i grozi mu, że go zabije jak tylko zniszczy Xandar. Sprzymierza się z nim Nebula, która nienawidzi swojego przybranego ojca.
W pobliżu Xandaru Ravengers, Nova Corps i grupa Quilla próbują powstrzymać statek Ronana. Ronan używa młota do zniszczenia floty Nova Corps. Na jego statku Gamora pokonuje Nebulę, która ucieka. Bohaterowie dostają się do komnaty Ronana, ale zostają obezwładnieni jego mocą do momentu, gdy Rocket rozbija statek. Uszkodzony statek Ronana rozbija się na Xandarze. Groot poświęca się, by uratować drużynę. Ronan uwalnia się z wraku i przymierza się do zniszczenia Xandaru, ale Quill rozprasza go swoim tańcem, dzięki czemu Drax i Rocket są w stanie zniszczyć młot Ronana. Quill łapie Kamień i razem z Gamorą, Draxem i Rocketem używają go do zniszczenia Ronana.
Quill oddaje Yondu Glob, który powinien zawierać Kamień, ale oszukuje go dając mu go bez zawartości, a sam Kamień przekazuje Nova Corps. Ravengers opuszczają Xandar. Yondu stwierdza, że dobrze, iż nie dotrzymał umowy i nie przekazał Petera jego ojcu. Quill i jego grupa zostają nazwani Strażnikami Galaktyki, a ich kartoteki karalności zostają skasowane. Quill dowiaduje się również, że jest półczłowiekiem, a jego ojciec należy do starożytnego, nieznanego gatunku. Strażnicy otrzymują naprawiony statek, a w nim sadzonkę w doniczce z małym Grootem.
W scenie po napisach Tivan siedzi w swoim zniszczonym archiwum z dwoma eksponatami: psem Cosmo i antropomorficzną kaczką, Kaczorem Howardem.

## Obsada
| Polski dubbing |
| • Paweł Małaszyński jako Peter Quill / Star-Lord • Paulina Holtz jako Gamora • Artur Dziurman jako Drax • Robert Jarociński jako Groot • Jacek Braciak jako Rocket • Ireneusz Czop jako Ronan • Paweł Wawrzecki jako Yondu Udonta • Julia Kijowska jako Nebula • Mirosław Zbrojewicz jako Korath • Olaf Lubaszenko jako Rhomann Dey • Maria Pakulnis jako Irani Rael / Nova Prime • Szymon Kuśmider jako Taneleer Tivan / Kolekcjoner |

- Chris Pratt jako Peter Quill / Star-Lord, pół człowiek, który jako dziecko został zabrany z Ziemi i wychowany przez grupę kosmicznych złodziei i przemytników o nazwie Łowcy, dowodzonych przez Yondu Udontę. Zostaje liderem Strażników Galaktyki[7]. Quilla jako dziecko zagrał Wyatt Oleff(inne języki)[8].
- Zoe Saldaña jako Gamora, sierota wychowana przez Thanosa i wyszkolona przez niego na zabójcę, lecz szukająca odkupienia za swoje czyny[9].
- Dave Bautista jako Drax, wojownik, który pragnie zemsty na Ronanie, który zamordował jego rodzinę[10].
- Vin Diesel jako Groot, humanoidalne drzewo będące towarzyszem Rocketa[11]. Krystian Godlewski odgrywał postać na planie, jednak jego gra nie została wykorzystana do obróbki CGI postaci[12].
- Bradley Cooper jako Rocket, genetycznie zmodyfikowany szop, który biegle posługuje się bronią palną[13]. Sean Gunn zagrał postać na planie za pomocą techniki motion-capture[12][14].
- Lee Pace jako Ronan, radykał Kree, który zgadza się odnaleźć artefakt dla Thanosa w zamian za likwidację jego wrogów, Xandarianów[15].
- Michael Rooker jako Yondu Udonta, przywódca Łowców, który porwał z Ziemi Quilla i go wychowywał[16].
- Karen Gillan jako Nebula, adoptowana córka Thanosa, wychowywana na zabójcę wspólnie z Gamorą[15].
- Djimon Hounsou jako Korath, najemnik Kree pracujący dla Ronana[15].
- John C. Reilly jako Rhomann Dey, członek Nova Corps[17].
- Glenn Close jako Irani Rael / Nova Prime, przywódczyni Nova Corps[18].
- Benicio del Toro jako Taneleer Tivan / Kolekcjoner, posiadacz największej kolekcji międzygwiezdnej fauny, zabytków i gatunków w galaktyce[15].

W filmie ponadto wystąpili: Laura Haddock jako Meredith Quill, matka Petera Quilla; Gregg Henry jako jego dziadek; Peter Serafinowicz jako Garthan Saal, pilot Nova Corps; Rachel Cullen jako żona Deya; Christopher Fairbank jako Broker; Melia Kreiling jako Bereet, krylorianka, która umawiała się z Quillem; Ophelia Lovibond jako Carina, pomocniczka Kolekcjonera; Alexis Denisof jako Inny, sługa Thanosa; Sean Gunn jako Kraglin i Tom Proctor jako Horuz, członkowie Łowców; Alexis Rodney jako Moloka Dar, więzień w Kyln, oraz Spencer Wilding jako strażnik w Kyln, który zarekwirował walkmana Quilla.
W rolach cameo pojawili się: Josh Brolin jako Thanos; twórca komiksów Marvela, Stan Lee, jako xandariański kobieciarz; reżyser filmu, James Gunn, jako Sakaaran; Lloyd Kaufman i Nathan Fillion jako więźniowie w Kyln; Rob Zombie i kompozytor Tyler Bates jako członkowie Ravengers oraz w scenie po napisach Seth Green jako głos Kaczora Howarda. W filmie pojawił się pies Fred jako Cosmo.

## Produkcja

### Rozwój projektu

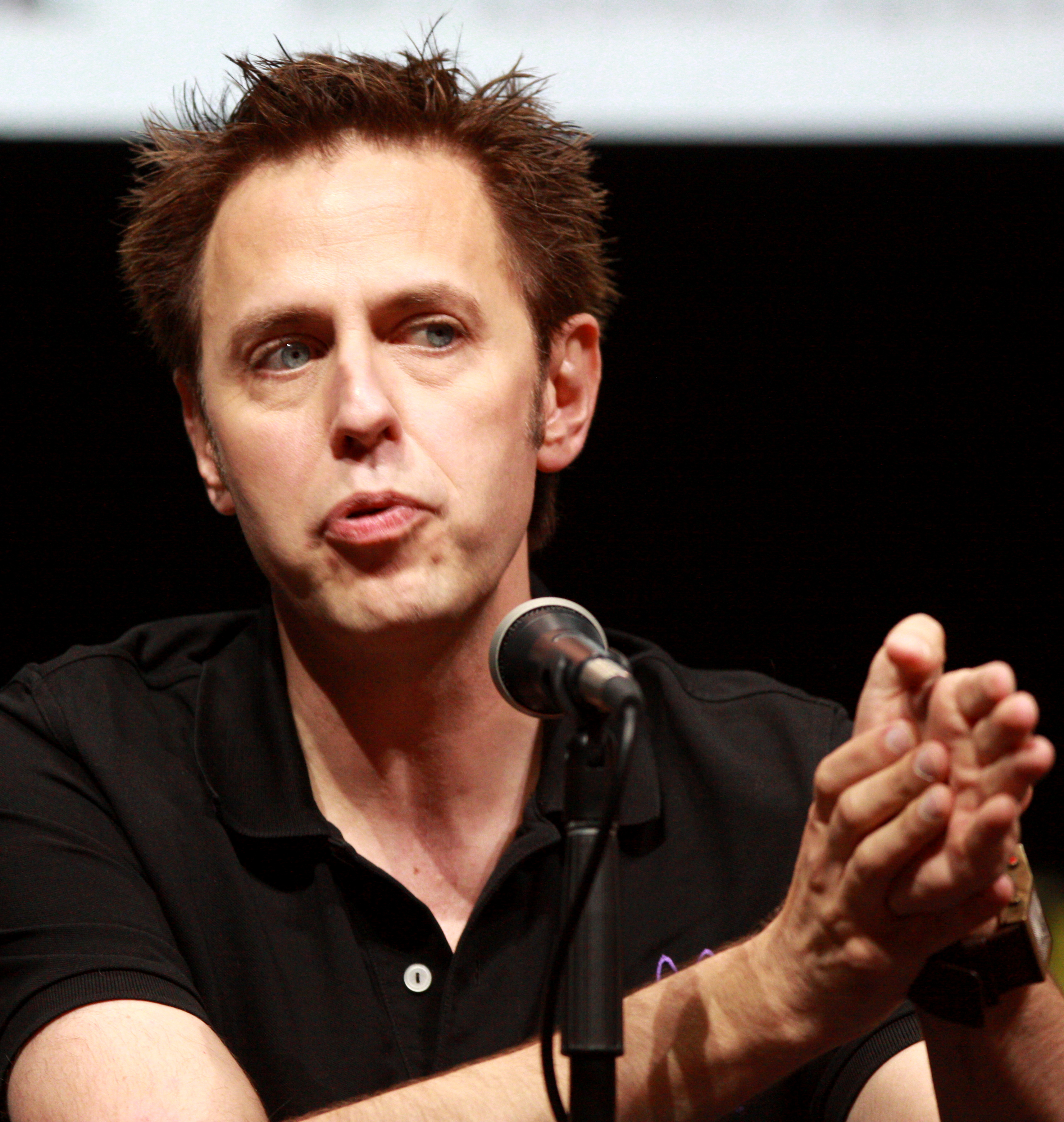
James Gunn, reżyser i współscenarzysta filmu

W 2009 roku Marvel Studios zaangażowało grupę scenarzystów do stworzenia scenariuszy do filmów na podstawie mniej znanych postaci z komiksów Marvel Comics. Wśród nich znalazła się Nicole Perlman, która wybrała napisanie scenariusza do Strażników Galaktyki. W 2010 roku Kevin Feige wymienił film wśród potencjalnych projektów studia. Produkcja została oficjalnie zapowiedziana podczas San Diego Comic-Conu, a jego amerykańska data premiery została wyznaczona na 1 sierpnia 2014 roku. Feige poinformował wtedy, że w film jest na podstawie komiksowej wersji grupy z 2008 roku, w składzie: Star-Lord, Gamora, Drax, Groot i Rocket.
Na początku sierpnia poinformowano, że Chris McCoy został zatrudniony do prac nad scenariuszem. W tym samym miesiącu ujawniono, że James Gunn rozpoczął negocjacje ze studiem na stanowisko reżysera. Studio brało pod uwagę również: Peytona Reeda oraz duet Annę Boden i Ryana Flecka. Joss Whedon podpisał kontrakt ze studiem jako konsultant kreatywny. We wrześniu studio zatrudniło Gunna na stanowisku reżysera oraz do prac nad scenariuszem.

### Casting
W listopadzie 2012 roku ujawniono, że Joel Edgerton, Jack Huston, Jim Sturgess, Eddie Redmayne i Lee Pace są brani pod uwagę do roli Petera Quilla. Wśród kandydatów znaleźli się również: Zachary Levi, Joseph Gordon-Levitt i Michael Rosenbaum. W lutym 2013 roku poinformowano, że Chris Pratt otrzymał tę rolę. W marcu ujawniono, że Dave Bautista zagra Draxa. Rozważano do tej roli również Isaiaha Mustafę, Briana Patricka Wade’a i Jasona Momoę. W kwietniu rozmowy w sprawie roli w filmie rozpoczęli Zoe Saldaña i Pace. Jeszcze w tym samym miesiącu potwierdzono angaż Saldany w roli Gamory, a do obsady dołączyli Michael Rooker jako Yondu oraz Ophelia Lovibond. Rolę Gamory początkowo zaproponowano Amandzie Seyfried, jednak aktorka odmówiła ze względu na uciążliwą charakteryzację i nie wierzyła w sukces komercyjny filmu.
W maju do obsady dołączyły Glenn Close jako Nova Prime i Karen Gillan. W tym samym miesiącu negocjacje ze studiem rozpoczął John C. Reilly. Studio również rozważało angaż Hugh Lauriego, Alana Rickmana i Kena Watanabe. W następnym miesiącu poinformowano, że w filmie wystąpią Reilly jako Rhomann Dey i Benicio del Toro. W lipcu ujawniono, że Pace zagra Ronana, del Toro wystąpi jako Kolekcjoner, a Gillan wcieli się w Nebulę. Do obsady dołączył również Djimon Hounsou jako Korath. W sierpniu poinformowano, że Vin Diesel i Bradley Cooper użyczą głosów Grootowi i Rocketowi. Diesel podłożył głos postaci w 6 językach.

### Zdjęcia i postprodukcja
Zdjęcia do filmu rozpoczęły się 6 lipca 2013 roku w Shepperton Studios w pobliżu Londynu pod roboczym tytułem Full Tilt. W sierpniu zrealizowano sceny na Millennium Bridge w Londynie, który posłużył do części scen na Xandarze. Produkcja pracowała również w Longcross Studios w hrabstwie Surrey. Prace na planie zakończyły się 12 października. Za zdjęcia odpowiadał Ben Davis. Scenografią zajął się Charles Wood, a kostiumy zaprojektowała Alexandra Byrne.
Montażem zajęli się Fred Raskin, Hughes Winborne i Craig Wood. Efekty specjalne przygotowały studia: Moving Picture Company, Framestore, Luma Pictures, Method Studios, Lola VFX, Cantina Creative, Sony Pictures Imageworks, CoSA VFX, Secret Lab, Rise FX, Technicolor VFX, Proof i The Third Floor, a odpowiadali za nie Stephane Ceretti i Paul Corbould.
Moving Picture Company pracowało nad Grootem, scenami na planecie Morag i Xandar (w tym nad finałową sceną walki na Xandarze), oraz nad statkiem Ronana, Dark Aster. Framestore stworzyło postać Rocketa, sceny w więzieniu Kyln i na Knowhere. Luma Pictures pracowało nad postacią Thanosa. Mathod Studios przygotowało sceny z wykorzystaniem hologramów w centrum dowodzenia Nova Corps oraz sceną z Globem u Kolekcjonera. Sony Pictures Imageworks stworzyło Kaczora Howarda i współpracowało z MPC nad scenami na statku Dark Aster. Ujęcia z efektami specjalnymi stanowiły prawie 90% filmu. Na początku lipca 2014 roku James Gunn poinformował, że prace nad filmem zostały zakończone.

## Muzyka
W sierpniu 2013 roku poinformowano, że Tyler Bates został zatrudniony do skomponowania muzyki do filmu. Nagrania do ścieżki dźwiękowej odbyły się w Abbey Road Studios w Londynie. W nagraniach brali udział przeważnie muzycy z London Philharmonic Orchestra pod kierownictwem Gavina Greenawaya. Album z muzyką Batesa, Guardians of the Galaxy Original Score i Guardians of the Galaxy: Awesome Mix Vol. 1 Original Motion Picture Soundtrack zostały wydane równocześnie 29 lipca 2014 roku przez Hollywood Records. Wydano wtedy również wersję zawierającą oba te albumy. W sierpniu 2014 roku album, Awesome Mix Vol. 1 znalazł się na pierwszym miejscu zestawienia listy Billboard 200.
W lutym 2014 roku James Gunn poinformował, że w filmie zostaną wykorzystane przeboje z lat sześćdziesiątych i siedemdziesiątych. Wybierając piosenki, Gunn ujawnił, że prześledził listy przebojów „Billboardu” z tamtych lat i przesłuchał kilkaset utworów, zanim dokonał ostatecznego ich wyboru. Zdjęcia były realizowane przy wybranych utworach oraz częściach ścieżki dźwiękowej napisanej przez Batesa, aby pomóc „aktorom i operatorom kamer znaleźć idealny rytm do ujęcia”. Jedynym wyjątkiem był „Moonage Daydream” Davida Bowiego, który Gunn dodał do filmu dopiero na etapie postprodukcji.
| Guardians of the Galaxy: Awesome Mix Vol. 1 Original Motion Picture Soundtrack – 2014 | Guardians of the Galaxy: Awesome Mix Vol. 1 Original Motion Picture Soundtrack – 2014 | Guardians of the Galaxy: Awesome Mix Vol. 1 Original Motion Picture Soundtrack – 2014 | Guardians of the Galaxy: Awesome Mix Vol. 1 Original Motion Picture Soundtrack – 2014 |
| Nr                                                                                    | Tytuł utworu                                                                          | Wykonawca                                                                             | Długość                                                                               |
| ------------------------------------------------------------------------------------- | ------------------------------------------------------------------------------------- | ------------------------------------------------------------------------------------- | ------------------------------------------------------------------------------------- |
| 1.                                                                                    | „Hooked on a Feeling”                                                                 | Blue Swede                                                                            | 2:52                                                                                  |
| 2.                                                                                    | „Go All the Way”                                                                      | Raspberries                                                                           | 3:21                                                                                  |
| 3.                                                                                    | „Spirit in the Sky”                                                                   | Norman Greenbaum                                                                      | 4:02                                                                                  |
| 4.                                                                                    | „Moonage Daydream”                                                                    | David Bowie                                                                           | 4:41                                                                                  |
| 5.                                                                                    | „Fooled Around and Fell in Love”                                                      | Elvin Bishop                                                                          | 4:35                                                                                  |
| 6.                                                                                    | „I'm Not in Love”                                                                     | 10cc                                                                                  | 6:03                                                                                  |
| 7.                                                                                    | „I Want You Back”                                                                     | The Jackson 5                                                                         | 2:58                                                                                  |
| 8.                                                                                    | „Come and Get Your Love”                                                              | Redbone                                                                               | 3:26                                                                                  |
| 9.                                                                                    | „Cherry Bomb”                                                                         | The Runaways                                                                          | 2:17                                                                                  |
| 10.                                                                                   | „Escape (The Piña Colada Song)”                                                       | Rupert Holmes                                                                         | 4:37                                                                                  |
| 11.                                                                                   | „O-o-h Child”                                                                         | Five Stairsteps                                                                       | 3:13                                                                                  |
| 12.                                                                                   | „Ain't No Mountain High Enough”                                                       | Marvin Gaye i Tammi Terrell                                                           | 2:29                                                                                  |
|                                                                                       |                                                                                       |                                                                                       | 44:34                                                                                 |

| Guardians of the Galaxy Original Score – 2014 | Guardians of the Galaxy Original Score – 2014 | Guardians of the Galaxy Original Score – 2014 | Guardians of the Galaxy Original Score – 2014 |
| Nr                                            | Tytuł utworu                                  | Muzyka                                        | Długość                                       |
| --------------------------------------------- | --------------------------------------------- | --------------------------------------------- | --------------------------------------------- |
| 1.                                            | „Morag”                                       | T. Bates                                      | 1:58                                          |
| 2.                                            | „The Final Battle Begins”                     | T. Bates                                      | 4:21                                          |
| 3.                                            | „Plasma Ball”                                 | T. Bates                                      | 1:18                                          |
| 4.                                            | „Quill's Big Retreat”                         | T. Bates                                      | 1:38                                          |
| 5.                                            | „To the Stars”                                | T. Bates                                      | 2:52                                          |
| 6.                                            | „Ronan's Theme”                               | T. Bates                                      | 2:24                                          |
| 7.                                            | „Everyone's an Idiot”                         | T. Bates                                      | 1:26                                          |
| 8.                                            | „What a Bunch of A-Holes”                     | T. Bates                                      | 2:14                                          |
| 9.                                            | „Busted”                                      | T. Bates                                      | 1:34                                          |
| 10.                                           | „The New Meat”                                | T. Bates                                      | 0:36                                          |
| 11.                                           | „The Destroyer”                               | T. Bates                                      | 1:27                                          |
| 12.                                           | „Sanctuary”                                   | T. Bates                                      | 2:26                                          |
| 13.                                           | „The Kyln Escape”                             | T. Bates                                      | 7:23                                          |
| 14.                                           | „Don't Mess With My Walkman”                  | T. Bates                                      | 0:44                                          |
| 15.                                           | „The Great Companion”                         | T. Bates                                      | 0:51                                          |
| 16.                                           | „The Road to Knowhere”                        | T. Bates                                      | 0:37                                          |
| 17.                                           | „The Collector”                               | T. Bates                                      | 3:20                                          |
| 18.                                           | „Ronan's Arrival”                             | T. Bates                                      | 0:56                                          |
| 19.                                           | „The Pod Chase”                               | T. Bates                                      | 3:56                                          |
| 20.                                           | „Sacrifice”                                   | T. Bates                                      | 3:20                                          |
| 21.                                           | „We All Got Dead People”                      | T. Bates                                      | 1:46                                          |
| 22.                                           | „The Ballad of the Nova Corps”                | T. Bates                                      | 1:48                                          |
| 23.                                           | „Groot Spores”                                | T. Bates                                      | 1:11                                          |
| 24.                                           | „Guardians United”                            | T. Bates                                      | 2:46                                          |
| 25.                                           | „The Big Blast”                               | T. Bates                                      | 3:05                                          |
| 26.                                           | „Groot Cocoon”                                | T. Bates                                      | 2:29                                          |
| 27.                                           | „Black Tears”                                 | T. Bates                                      | 2:43                                          |
| 28.                                           | „Citizens Unite”                              | T. Bates                                      | 1:15                                          |
| 29.                                           | „A Nova Upgrade”                              | T. Bates                                      | 2:10                                          |
|                                               |                                               |                                               | 1:04:34                                       |

## Promocja

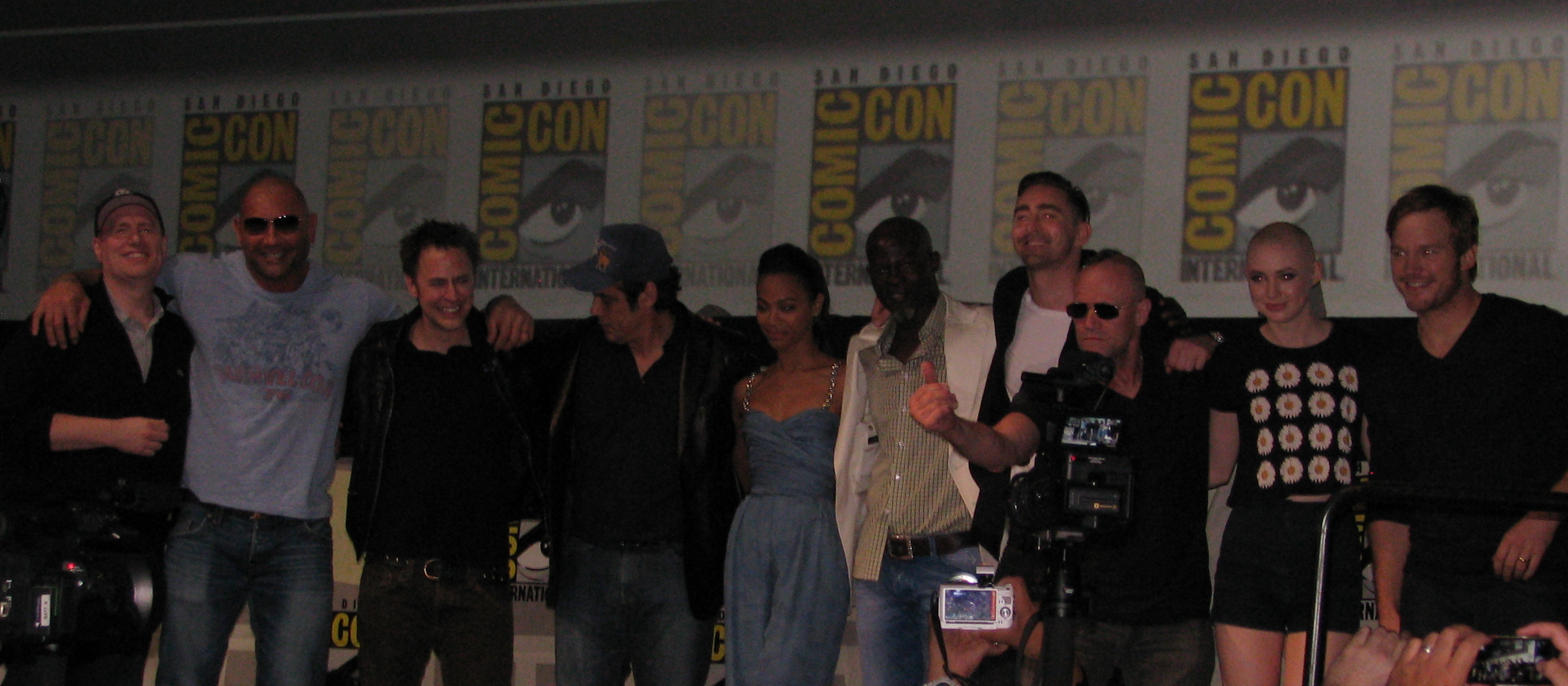
Obsada i reżyser podczas San Diego Comic-Conu 2013

20 lipca 2013 roku James Gunn, Chris Pratt, Zoe Saldaña, Dave Bautista, Lee Pace, Michael Rooker, Karen Gillan, Djimon Hounsou i Benicio del Toro pojawili się podczas panelu Marvel Studios na San Diego Comic-Conie, gdzie zaprezentowano fragmenty filmu. Kevin Feige pokazał ten sam materiał na D23 Expo w następnym miesiącu. 18 lutego 2014 roku pokazano pierwszy zwiastun filmu w Jimmy Kimmel Live!. Został on obejrzany 22,8 miliona razy w ciągu pierwszych 24 godzin. W marcu ABC wyemitowała godzinny program specjalny zatytułowany Marvel Studios: Assembling a Universe, który zawierał zapowiedź filmu i szkice koncepcyjne nowych postaci. 19 maja zaprezentowano drugi zwiastun.
12 lipca Gunn, Saldana i Bautista pojawili się na konwencie Lido 8 Cineplex w Singapurze. W tym samym miesiącu studio rozpoczęło kampanię viralową, nazwaną Galaxy Getaways, stanowiącą fikcyjną stronę biura podróży, która pozwalała użytkownikom zarezerwować podróż na planety pokazane w filmie, w tym Xandar, Morag i Knowhere. 17 lipca Disney Interactive wydało grę na urządzenia mobilne, zatytułowaną Guardians of the Galaxy: The Universal Weapon. Za jej scenariusz odpowiadał Dan Abnett. 29 lipca Pratt i Saldana uderzyli w dzwon obwieszczający otwarcie nowojorskiej giełdy na cześć kinowej premiery filmu.
Partnerami promocyjnymi filmu byli: Mad Engine, New Era, Hasbro, Disguise, Rubies, Lego, KIDdesigns, iHome, Funko, Freeze, Fast Forward, Innovative Designs, C-Life, Hybrid-Jem Sportswear, MZ Berger, Accutime, American Greetings, Jay Franco, Vandor, AME, Mattel, Her Universe, ThinkGeek, Just Play i Dragon Models.
Komiksy powiązane / Przewodniki
1 kwietnia 2014 roku Marvel Comics wydało komiks powiązany Guardians of the Galaxy Prequel – Dangerous Prey Infinite Comic, za którego scenariusz odpowiadali Dan Abnett i Andy Lanning, a za rysunki Andrea Di Vito. 2 kwietnia i 28 maja pojawił się kolejny, dwu-zeszytowy Guardians of the Galaxy Prelude ze scenariuszem Abnetta i Lanninga i rysunkami Wellintona Alvesa. Natomiast 2 lipca wydano nieoficjalny komiks, Guardians of the Galaxy: Galaxy's Most Wanted, za którego scenariusz odpowiadał Will Corona Pilgrim, a za rysunki Di Vito.
27 lipca 2016 roku został wydany cyfrowo Guidebook to the Marvel Cinematic Universe: Marvel’s Guardians Of The Galaxy, który zawiera fakty dotyczące filmu, porównania do komiksów oraz informacje produkcyjne. 13 grudnia 2017 roku udostępniono drukiem wydanie zbiorcze, zatytułowane Marvel Cinematic Universe Guidebook: The Good, The Bad, The Guardians, w którym znalazła się także treść tego przewodnika.

## Wydanie

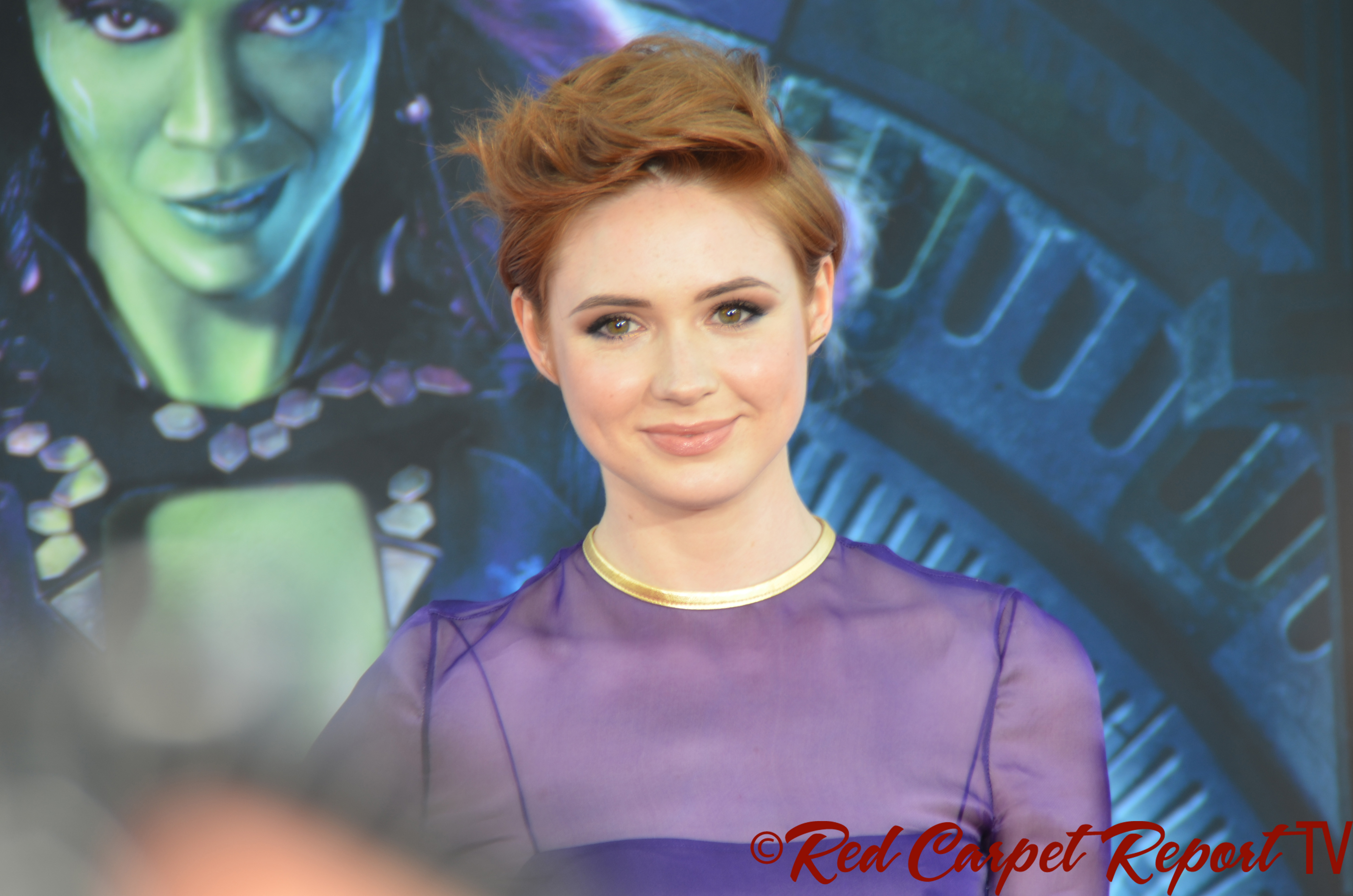
Karen Gillan podczas światowej premiery w Los Angeles

Światowa premiera filmu Strażnicy Galaktyki odbyła się 21 lipca 2014 roku w Dolby Theatre w Los Angeles. Europejska premiera miała miejsce 24 lipca w Londynie. Podczas obu tych wydarzeń uczestniczyła obsada i produkcja filmu oraz zaproszeni specjalni goście. Premierom tym towarzyszył czerwony dywan oraz szereg konferencji prasowych. 29 lipca film wyświetlono podczas Międzynarodowego Festiwalu Filmowego Fantasia w Montrealu.
Dla szerszej publiczności film zadebiutował 30 lipca na Islandii. 31 lipca pojawił się między innymi w Izraelu, Danii, Argentynie, Brazylii, Korei Południowej, Rosji i Wielkiej Brytanii. 1 sierpnia dostępny był między innymi dla widzów w Stanach Zjednoczonych, Kanadzie, Meksyku i w Polsce. 7 sierpnia pojawił się w Australii, Nowej Zelandii i Portugalii, a 8 sierpnia w Indiach. 13 sierpnia zadebiutował w Belgii, Francji i Egipcie. 28 sierpnia dostępny był w Niemczech i Austrii. W Japonii pojawił się 13 września, w Chinach zadebiutował 10 października, a we Włoszech dopiero dostępny był od 22 października.
Film został wydany cyfrowo w Stanach Zjednoczonych 18 listopada 2014 roku przez Walt Disney Studios Home Entertainment, a 24 listopada tego samego roku na nośnikach DVD i Blu-ray. W Polsce został on wydany 2 grudnia tego samego roku przez Galapagos.
8 grudnia 2015 roku został wydany również w 13-dyskowej wersji kolekcjonerskiej Marvel Cinematic Universe: Phase Two Collection, która zawiera 6 filmów Fazy Drugiej, a 15 listopada 2019 roku w specjalnej wersji zawierającej 23 filmy franczyzy tworzące The Infinity Saga.

## Odbiór filmu

### Box office
Strażnicy Galaktyki miał budżet wynoszący ponad 230 milionów dolarów. Początkowo szacowany był on na 170 milionów. Film zarobili w weekend otwarcia na świecie ponad 66 milionów dolarów, natomiast w Stanach Zjednoczonych i Kanadzie ponad 94 miliony. Jego łączny przychód z biletów na świecie osiągnął prawie 773 miliony dolarów, z czego w Stanach Zjednoczonych i Kanadzie zarobił ponad 333 miliony.
Do największych rynków należały: Chiny (86,3 miliona), Wielka Brytania (37,2 miliona), Niemcy (24,6 miliona), Rosja (23,5 miliona), Australia (23,3 miliona), Francja (19,9 miliona), Meksyk (19,7 miliona) i Brazylia (16,8 miliona). W Polsce w weekend otwarcia film zarobił prawie 470 tysięcy dolarów, a w sumie ponad 2,5 miliona.

### Krytyka w mediach

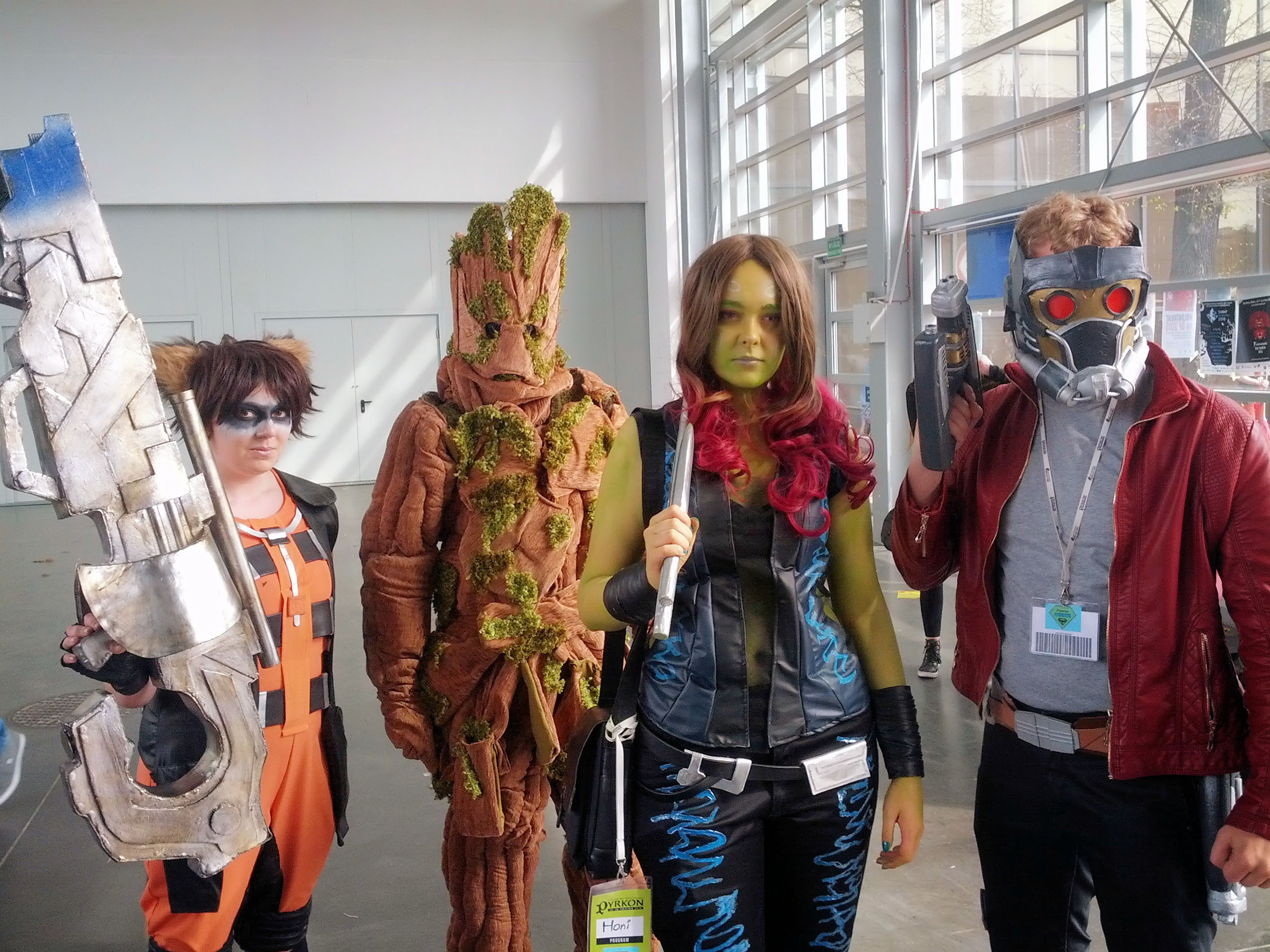
Cosplay Strażników z Galaktyki, Pyrkon, Poznań 2015

Film spotkał się z pozytywną reakcją krytyków. W serwisie Rotten Tomatoes 92% z 330 recenzji uznano za pozytywne, a średnia ocen wystawionych na ich podstawie wyniosła 7,8/10. Na portalu Metacritic średnia ważona ocen z 53 recenzji wyniosła 76 punktów na 100. Natomiast według serwisu CinemaScore, zajmującego się mierzeniem atrakcyjności filmów w Stanach Zjednoczonych, publiczność przyznała mu ocenę A w skali od F do A+.
Richard Corliss z tygodnika „Time” napisał: „Jeśli szefowie studia uważają, że Strażnicy Galaktyki mają zarówno wagę, jak i lotność, które sprawiają, że niektóre filmy Marvela są doskonałą rozrywką, to żartują”. Scott Foundas z „Variety” stwierdził, że „główne postacie są pięknie dopracowane przez aktorów, zwłaszcza Pratta, który wydaje się poruszać się do rytmu swojej prywatnej ścieżki dźwiękowej, nawet jeśli nie ma słuchawek w uszach, oraz Coopera i Diesela ... jako para zepsutych, ale nierozłącznych platonicznych bratnich dusz”. Chris Nashawaty z „Entertainment Weekly” napisał: „Miałem dość mieszane odczucia co do filmów Marvela na przestrzeni ostatnich lat – niektóre z nich mnie olśniewały, inne wpędzały w depresję. Ale Strażnicy Galaktyki to pierwszy z nich, który jest podniecająco nieprzewidywalny”. Justin Lowe z „The Hollywood Reporter” stwierdził: „Pomimo sporadycznych momentów lekceważenia praw fizyki, wiele z obrazów wyświetlanych na ekranie jest tak realistycznych i wywołujących dreszcz, że fabuła staje się niemal zbędna podczas intensywnych wizualnych sekwencji”. Dan Jolin z „Empire Magazine” napisał: „Kolorowa, żartobliwa zabawa, stworzona specjalnie dla dorosłych miłośników kiczu science-fiction z lat 80. Ale formuła Marvela zaczyna wydawać się, cóż, trochę zbyt formalna”. Kenneth Turan z „Los Angeles Times” stwierdził: „ podobnie jak dzieciaki w sklepie ze słodyczami, Gunn i spółka nadali swojemu filmowi poczucie zabawy, jak figlarne połączenie akcji z hitami z lat 70.”. Manohla Dargis z „The New York Times” napisała: „w Strażnikach Galaktyki jest wyczuwalna wrażliwość reżyserska wraz z innymi oznakami prawdziwego życia... Tutaj puls, dowcip, piękno i prawdziwa wrażliwość zostały wplątane w bój, obok mechanicznych śmiechów, wielkich wybuchów i ikon”. Richard Roeper z „Chicago Sun-Times” stwierdził: „Najbardziej niesamowitą rzeczą w Strażnikach Galaktyki nie są popowe grafiki w cukierkowych kolorach, ujmujące występy Chrisa Pratta i Zoe Saldany, czy po prostu wystarczająco sprytne wykorzystanie tandetnych, świetnych klasyków z lat 70.”.
Łukasz Muszyński z portalu Filmweb napisał: „Po tym, jak niedawny Kapitan Ameryka zaproponował nieco doroślejsze podejście do ekranizacji komiksu, Strażnicy galaktyki wracają do formuły niezobowiązującej rozrywki dla widza w każdym wieku. Nawet jeśli jedyna refleksja po seansie będzie dotyczyć zakupu szopa w charakterze domowego zwierzątka, nikt nie powinien być zawiedziony”. Jędrzej Bukowski z serwisu Stopklatka.pl stwierdził: „...to zarazem najmniej marvelowski film, jaki powstał. To po prostu kino awanturnicze w konwencji science-fiction z olbrzymią dawką humoru, które może zobaczyć każdy, nawet bez znajomości innych filmów z tego uniwersum. „Co za banda złamasów...”, pada w filmie zdanie o naszej wesołej ekipie. Apeluję więc – nie bądź złamasem, skocz do kina. Takim cudakom warto dać szansę!”. Halina Jasonek z portalu Onet.pl napisała: „Może nie potrzebujemy kolejnej ekipy superbohaterów, a Strażnicy Galaktyki nie sprawią, że samoloty przestaną spadać z nieba. Ale przynajmniej na dwie godziny seansu skutecznie zapomnimy o świecie poza salą kinową. Kosmos wzywa!”. Marek Kuprowski z Gazety Wyborczej stwierdził: „Gdyby mityczni Strażnicy Polskich Tytułów dostali w tym przypadku wolną rękę, film mógłby nazywać się "Patrz i ucz się George’u Lucasie, tak powinny wyglądać trzy pierwsze epizody Gwiezdnych Wojen". I byłby to wyśmienity tytuł”.
Jim Starlin, twórca postaci Draxa, Gamory i Thanosa uznał, że „może jest to najlepszy film Marvela do tej pory”. Natomiast reżyser Steven Spielberg stwierdził, że film zrobił na nim wrażenie i powiedział: „Kiedy jego projekcja dobiegła końca, wyszedłem z poczuciem, że widziałem coś nowego w filmach, bez żadnego cynizmu czy strachu”.

### Nagrody i nominacje
| Rok  | Ceremonia                                                         | Kategoria                                                    | Nominowani                                                                        | Rezultat  | Przypis         |
| ---- | ----------------------------------------------------------------- | ------------------------------------------------------------ | --------------------------------------------------------------------------------- | --------- | --------------- |
| 2014 | CinemaCon Awards                                                  | Przełomowy występ roku                                       | Chris Pratt                                                                       | Wygrana   | [ 112 ]         |
| 2014 | Detroit Film Critics Society Awards                               | Najlepsza drużyna                                            | Strażnicy Galaktyki                                                               | Wygrana   | [ 113 ]         |
| 2014 | Hollywood Film Awards                                             | Najlepszy hollywoodzki blockbuster                           | Strażnicy Galaktyki                                                               | Wygrana   | [ 114 ]         |
| 2014 | Young Hollywood Awards                                            | Najlepszy superbohater                                       | Chris Pratt                                                                       | Nominacja | [ 115 ]         |
| 2015 | Critics’ Choice Movie Awards                                      | Najlepszy film akcji                                         | Strażnicy Galaktyki                                                               | Wygrana   | [ 116 ]         |
| 2015 | Critics’ Choice Movie Awards                                      | Najlepsza aktor w filmie akcji                               | Chris Pratt                                                                       | Nominacja | [ 116 ]         |
| 2015 | Critics’ Choice Movie Awards                                      | Najlepsza aktorka w filmie akcji                             | Zoe Saldaña                                                                       | Nominacja | [ 116 ]         |
| 2015 | Critics’ Choice Movie Awards                                      | Najlepsza charakteryzacja                                    | David White                                                                       | Wygrana   | [ 116 ]         |
| 2015 | Critics’ Choice Movie Awards                                      | Najlepsze efekty specjalne                                   | Stephane Ceretti                                                                  | Nominacja | [ 116 ]         |
| 2015 | Empire Awards                                                     | Najlepsza debiutująca aktorka                                | Karen Gillan                                                                      | Wygrana   | [ 117 ]         |
| 2015 | Empire Awards                                                     | Najlepszy film fantastycznonaukowy / fantasy                 | Strażnicy Galaktyki                                                               | Nominacja | [ 117 ]         |
| 2015 | Grammy Awards                                                     | Najlepsza kompilacyjna ścieżka muzyczna w formach wizualnych | Guardians of the Galaxy: Awesome Mix Vol. 1                                       | Nominacja | [ 118 ]         |
| 2015 | Nagrody Amerykańskiej Gildii Charakteryzatorów i Stylistów fryzur | Najlepsza współczesna stylizacja fryzur w filmie             | Elizabeth Yianni-Georgiou                                                         | Nominacja | [ 119 ]         |
| 2015 | Nagrody Amerykańskiej Gildii Charakteryzatorów i Stylistów fryzur | Najlepsza współczesna charakteryzacja w filmie               | Elizabeth Yianni-Georgiou                                                         | Wygrana   | [ 119 ]         |
| 2015 | Nagrody Amerykańskiej Gildii Charakteryzatorów i Stylistów fryzur | Najlepszy efekt charakteryzacji w filmie                     | David White                                                                       | Wygrana   | [ 119 ]         |
| 2015 | People’s Choice Awards                                            | Ulubiony film                                                | Strażnicy Galaktyki                                                               | Nominacja | [ 120 ]         |
| 2015 | People’s Choice Awards                                            | Ulubiony film akcji                                          | Strażnicy Galaktyki                                                               | Nominacja | [ 120 ]         |
| 2015 | People’s Choice Awards                                            | Ulubiona aktorka w filmie akcji                              | Zoe Saldana                                                                       | Nominacja | [ 120 ]         |
| 2015 | MTV Movie Awards                                                  | Najlepszy film                                               | Strażnicy Galaktyki                                                               | Nominacja | [ 121 ]         |
| 2015 | MTV Movie Awards                                                  | Najlepszy aktor                                              | Chris Pratt                                                                       | Nominacja | [ 121 ]         |
| 2015 | MTV Movie Awards                                                  | Najlepszy duet                                               | Bradley Cooper i Vin Diesel                                                       | Nominacja | [ 121 ]         |
| 2015 | MTV Movie Awards                                                  | Najlepszy występ bez koszuli                                 | Chris Pratt                                                                       | Nominacja | [ 121 ]         |
| 2015 | MTV Movie Awards                                                  | Najlepszy moment muzyczny                                    | Chris Pratt                                                                       | Nominacja | [ 121 ]         |
| 2015 | MTV Movie Awards                                                  | Najlepsza rola komediowa                                     | Chris Pratt                                                                       | Nominacja | [ 121 ]         |
| 2015 | MTV Movie Awards                                                  | Najlepsza przemiana na ekranie                               | Zoe Saldana                                                                       | Nominacja | [ 121 ]         |
| 2015 | MTV Movie Awards                                                  | Najlepszy bohater                                            | Chris Pratt                                                                       | Nominacja | [ 121 ]         |
| 2015 | Satellite Awards                                                  | Najlepsze efekty specjalne                                   | Stephane Ceretti                                                                  | Nominacja | [ 122 ]         |
| 2015 | Houston Film Critics Society Awards                               | Najepszy film                                                | Strażnicy Galaktyki                                                               | Nominacja | [ 123 ]         |
| 2015 | Houston Film Critics Society Awards                               | Najlepszy plakat filmowy                                     | Strażnicy Galaktyki                                                               | Nominacja | [ 123 ]         |
| 2015 | Nagrody Amerykańskiej Gildii Scenografów                          | Najlepsza scenografia w filmie fantasy                       | Charles Wood                                                                      | Wygrana   | [ 124 ]         |
| 2015 | Nagrody Amerykańskiej Gildii Scenarzystów                         | Najlepszy scenariusz adaptowany                              | James Gunn i Nicole Perlman                                                       | Nominacja | [ 125 ]         |
| 2015 | Nagroda Brytyjskiej Akademii Filmowej                             | Najlepsze efekty specjalne                                   | Stephane Ceretti, Paul Corbould, Jonathan Fawkner i Nicolas Aithadi               | Nominacja | [ 126 ]         |
| 2015 | Nagroda Brytyjskiej Akademii Filmowej                             | Najlepsza charakteryzacja i fryzury                          | Elizabeth Yianni-Georgiou i David White                                           | Nominacja | [ 126 ]         |
| 2015 | Nagroda Akademii Filmowej                                         | Najlepsze efekty specjalne                                   | Stephane Ceretti, Paul Corbould, Jonathan Fawkner i Nicolas Aithadi               | Nominacja | [ 127 ]         |
| 2015 | Nagroda Akademii Filmowej                                         | Najlepsza charakteryzacja i fryzury                          | Elizabeth Yianni-Georgiou i David White                                           | Nominacja | [ 127 ]         |
| 2015 | VES Awards                                                        | Najlepsze efekty specjalne w fotorealistycznym filmie        | Stephane Ceretti, Susan Pickett, Jonathan Fawkner, Nicolas Aithadi, Paul Corbould | Nominacja | [ 128 ]         |
| 2015 | VES Awards                                                        | Najlepsza animacja postaci w fotorealistycznym filmie        | Kevin Spruce, Rachel Williams, Laurie Brugger, Mark Wilson                        | Nominacja | [ 128 ]         |
| 2015 | Saturn Awards                                                     | Najlepsza adaptacja komiksu                                  | Strażnicy Galaktyki                                                               | Wygrana   | [ 129 ] [ 130 ] |
| 2015 | Saturn Awards                                                     | Najlepsza reżyseria                                          | James Gunn                                                                        | Wygrana   | [ 129 ] [ 130 ] |
| 2015 | Saturn Awards                                                     | Najlepszy scenariusz                                         | James Gunn i Nicole Perlman                                                       | Nominacja | [ 129 ] [ 130 ] |
| 2015 | Saturn Awards                                                     | Najlepszy aktor                                              | Chris Pratt                                                                       | Wygrana   | [ 129 ] [ 130 ] |
| 2015 | Saturn Awards                                                     | Najlepszy montaż                                             | Fred Raskin, Hughes Winborne i Craig Wood                                         | Nominacja | [ 129 ] [ 130 ] |
| 2015 | Saturn Awards                                                     | Najlepsza scenografia                                        | Charles Wood                                                                      | Nominacja | [ 129 ] [ 130 ] |
| 2015 | Saturn Awards                                                     | Najlepsze kostiumy                                           | Alexandra Byrne                                                                   | Nominacja | [ 129 ] [ 130 ] |
| 2015 | Saturn Awards                                                     | Najlepsza charakteryzacja                                    | David White i Elizabeth Yianni-Georgiou                                           | Wygrana   | [ 129 ] [ 130 ] |
| 2015 | Saturn Awards                                                     | Najlepsze efekty specjalne                                   | Stephane Ceretti, Nicolas Aithadi, Jonathan Fawkner i Paul Corbould               | Nominacja | [ 129 ] [ 130 ] |
| 2015 | Hugo Awards                                                       | Najlepsza prezentacja dramatyczna (długa forma)              | Strażnicy Galaktyki                                                               | Wygrana   | [ 131 ]         |

## Kontynuacja
W lipcu 2014 roku studio zapowiedziało sequel. Poinformowano wtedy również, że James Gunn powróci na stanowisko reżysera i napisze scenariusz. Strażnicy Galaktyki vol. 2 zadebiutowali w 2017 roku. W głównych rolach powrócili: Chris Pratt, Zoe Saldana, Dave Bautista, Vin Diesel, Bradley Cooper, Michael Rooker, Karen Gillan i Sean Gunn, a dołączyli do nich: Pom Klementieff, Elizabeth Debicki, Chris Sullivan, Sylvester Stallone i Kurt Russell.
W kwietniu 2016 roku Kevin Feige potwierdził, że powstanie trzeci film. Rok później poinformowano, że Gunn ponownie zajmie się reżyserią i napisze scenariusz. W lipcu 2018 roku Gunn został zwolniony przez Disneya z powodu kontrowersyjnych wpisów na Twitterze w przeszłości. Jednak w marcu 2019 roku studio zdecydowało się przywrócić Gunna na to stanowisko. Premiera Strażników Galaktyki vol. 3 miała miejsce w 2023 roku. Swoje role powtórzyli: Pratt, Saldana, Bautista, Diesel, Cooper, Gillian, Klementieff, Debicki i Sean Gunn.
W grudniu 2020 roku, podczas Disney Investor Day, zapowiedziano również dla Disney+ serię krótkometrażówek, Ja jestem Groot, która zadebiutowała w 2022 roku oraz film krótkometrażowy, Strażnicy Galaktyki: Coraz bliżej święta, w reżyserii i ze scenariuszem Gunna, który pojawił się w tym samym roku.
Pratt, Saldana, Bautista, Diesel, Cooper, Gillan i Klementieff powtórzyli swoje role w filmach Avengers: Wojna bez granic z 2018 i Avengers: Koniec gry z 2019 roku.